# Krzywonóg półskrzydlak
Krzywonóg półskrzydlak (Valgus hemipterus L.) – gatunek niewielkiego roślinożernego chrząszcza z rodziny poświętnikowatych (Scarabaeidae). Jedyny przedstawiciel rodzaju Valgus w Europie.

## Taksonomia
Gatunek ten opisany został po raz w 1758 roku pierwszy przez Karola Linneusza w dziesiątym wydaniu Systema Naturae pod nazwą Scarabaeus hemipterus. Jako miejsce typowe wskazano Niemcy.

## Rozmieszczenie geograficzne
Występuje na północnej półkuli. Spotykany od Kaukazu i Turcji, przez Europę wschodnią i środkową po Holandię. Występuje również w północnej Afryce. Introdukowany do Ameryki Północnej, gdzie był notowany w Ontario, Michigan i Ohio.

## Morfologia
Chrząszcz (imago) osiąga 6-10 mm. Ciało lekko spłaszczone i  czarne lub czarnobrązowe. Na stronie grzbietowej pokryte łuskami w kolorze czarnym i białym układającymi się we wzór. Wyraźny dymorfizm płciowy. U samca ostatni segment odwłoka owalny, u samicy zaopatrzony w długi piłkowany wyrostek. Jasne wzory na pokrywach i przedpleczu u samca stanowczo wyraźniejsze. 

## Cykl rozwojowy i aktywność
Imago najczęściej spotykane w okresie od maja do lipca na kwiatach lub w okolicy drzew. W słoneczne dni chętnie podejmuje loty.  
Samica składa jaja w maju i czerwcu do wnętrza butwiejącego drewna z użyciem wyrostka na końcu odwłoka. Larwy rozwijają się w rozkładającym się drewnie brzóz, topoli, wierzb, jesionów, drzew owocowych. Żerowanie w postaci larwy trwa 1 rok. Pod koniec lata zawiązuje poczwarkę we wcześniej przygotowanej kolebce na końcu korytarza larwalnego. Jesienią z poczwarki wydostaje się imago, które zimuje w kolebce poczwarkowej.